# Leandro Viana da Silva Gama
Leandro Viana da Silva Gama, noto anche con lo pseudonimo di Leandrinho (Rio de Janeiro, 17 marzo 2005), è un calciatore brasiliano, difensore dell'Al-Shabab in prestito dal Vasco da Gama.

## Caratteristiche tecniche
È un terzino sinistro.

## Carriera

### Club
Leandrinho è cresciuto nel settore giovanile del Vasco da Gama, con cui ha firmato il primo contratto professionistico nel giugno del 2021. Ha debuttato in prima squadra il 18 gennaio 2024 nell'incontro del Campionato Carioca vinto 2-0 contro il Boavista-RJ dove ha segnato una delle due reti della sua squadra. Il 23 giugno seguente ha esordito anche in Série A contro il San Paolo, andando a segno nel successo per 4-1.

### Nazionale
Nel 2025 ha giocato 6 partite nel campionato sudamericano Under-20, vincendo la manifestazione.

## Statistiche

### Presenze e reti nei club
Statistiche aggiornate al 29 luglio 2024.
| Stagione        | Squadra         | Campionato      | Campionato | Campionato | Coppe nazionali | Coppe nazionali | Coppe nazionali | Coppe continentali | Coppe continentali | Coppe continentali | Altre coppe | Altre coppe | Altre coppe | Totale | Totale | Totale |
| Stagione        | Squadra         | Comp            | Pres       | Reti       | Comp            | Pres            | Reti            | Comp               | Pres               | Reti               | Comp        | Pres        | Reti        | Pres   | Reti   |        |
| --------------- | --------------- | --------------- | ---------- | ---------- | --------------- | --------------- | --------------- | ------------------ | ------------------ | ------------------ | ----------- | ----------- | ----------- | ------ | ------ | ------ |
| 2024            | Vasco da Gama   | A/RJ+A          | 2+5        | 1+1        | CB              | 0               | 0               |                    | -                  | -                  |             | -           | -           | 7      | 2      |        |
| Totale carriera | Totale carriera | Totale carriera | 2+5        | 1+1        |                 | 0               | 0               |                    | -                  | -                  |             | -           | -           | 7      | 2      |        |

## Palmarès

### Nazionale
- Campionato sudamericano Under-20: 1

Venezuela 2025